# Allogalathea
Genre
Allogalathea est un genre de petits crustacés décapodes de la famille des galathées, communément nommées Galathées des crinoïdes[réf. souhaitée] du fait qu'elles vivent en association avec des comatules.

## Description
Les Allogalathea possèdent un céphalothorax, c'est-à-dire que la tête et le thorax sont réunis en une seule partie comme c'est le cas pour de nombreux arthropodes, en forme de goutte. L'extrémité de cette dernière correspond au rostre de l'animal dont les yeux pédonculés sont positionnés de chaque côté.
Les chélipèdes ou la première paire de pattes avant est dotée de pince et sont plus longues que l'animal. La dernière paire de pattes est atrophiée. Le corps et surtout les pattes sont couverts de petits poils.
La taille de l'animal varie selon le sexe, en effet les femelles sont plus grandes que les mâles mais le corps, sous-entendu le céphalothorax, ne dépasse jamais les 2 cm.
La coloration de l'animal est variable et est en accord avec les teintes de son hôte mais pas systématiquement. Elle peut être uniforme et variée du noir, au rouge, au violet sombre, à l'orange ainsi qu'au brun. Mais en général, les individus observés ont des bandes longitudinales dont l’épaisseur, le nombre et la teinte varient.
Ce genre se rencontre dans les eaux tropicales du bassin Indo-Pacifique, mer Rouge incluse.

## Habitat
Les espèces de ce genre sont considérées comme des commensales des crinoïdes dans lesquelles elles trouvent refuge et nourriture.

## Liste d'espèces
Selon BioLib (22 juin 2021), NCBI (22 juin 2021) et World Register of Marine Species (22 juin 2021) :
- Allogalathea babai Cabezas, Macpherson & Machordom, 2011 -- couleur jaune ou orange avec triple bande dorsale noir/blanc/noir (de la Nouvelle-Calédonie au Japon)
- Allogalathea elegans (A. Adams & A. White, 1848) -- pinces étroites et épineuses, couleur variable, sombre, unie ou avec deux ou plusieurs bandes claires longitudinales (du Mozambique aux Philippines et Nouvelle-Calédonie)
- Allogalathea inermis Cabezas, Macpherson & Machordom, 2011 -- rostre court, moins de pinnules brachiales, coloration variable parfois uniforme (du Mozambique au Japon et Nouvelle-Calédonie)
- Allogalathea longimana Cabezas, Macpherson & Machordom, 2011 -- pinces longues (chélipèdes quatre fois plus longs que la carapace), corps strié longitudinalement avec bande centrale brune (du Japon à l'Australie et aux Philippines)

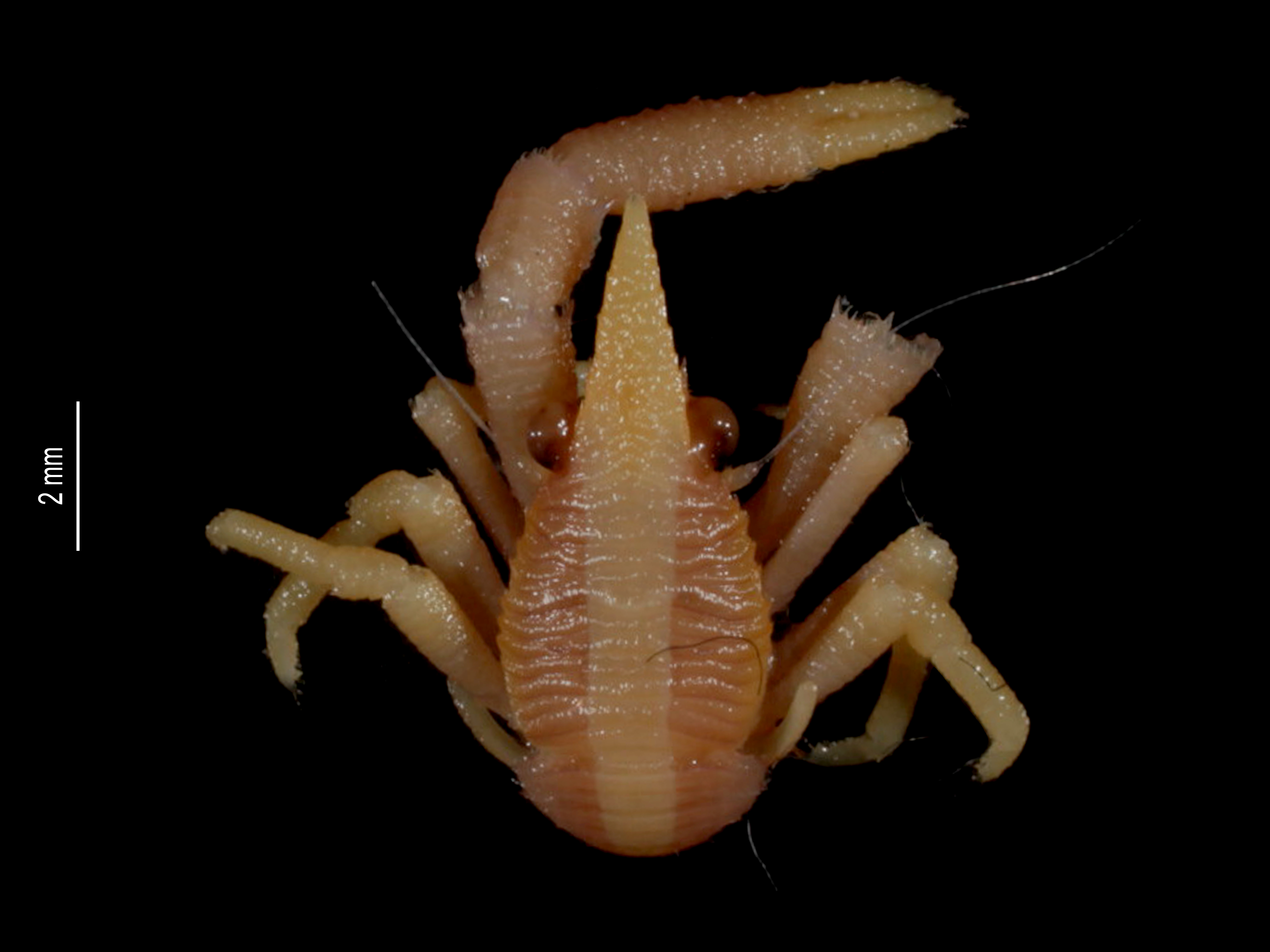
Allogalathea babai.
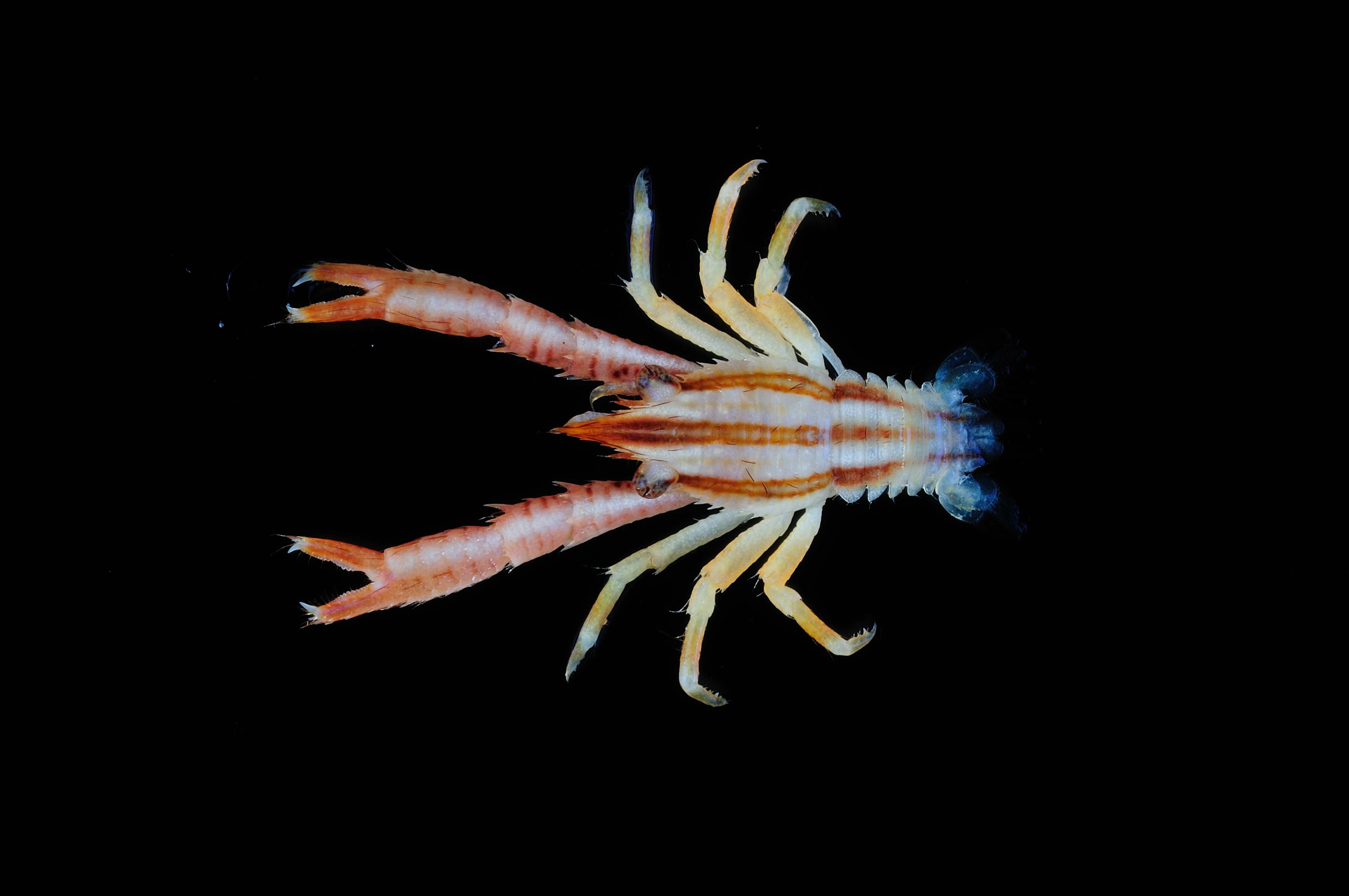
Allogalathea elegans.
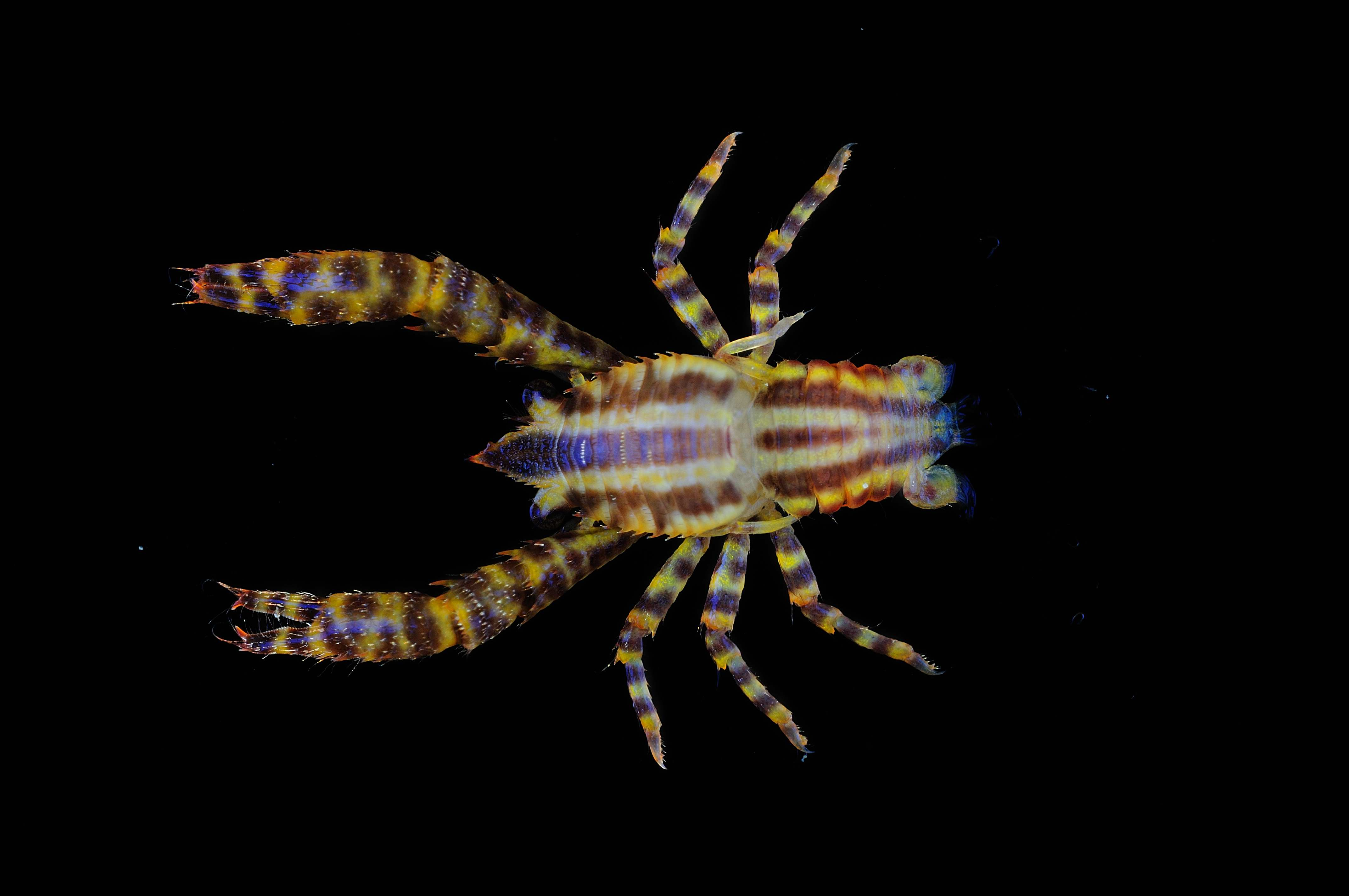
Allogalathea inermis.
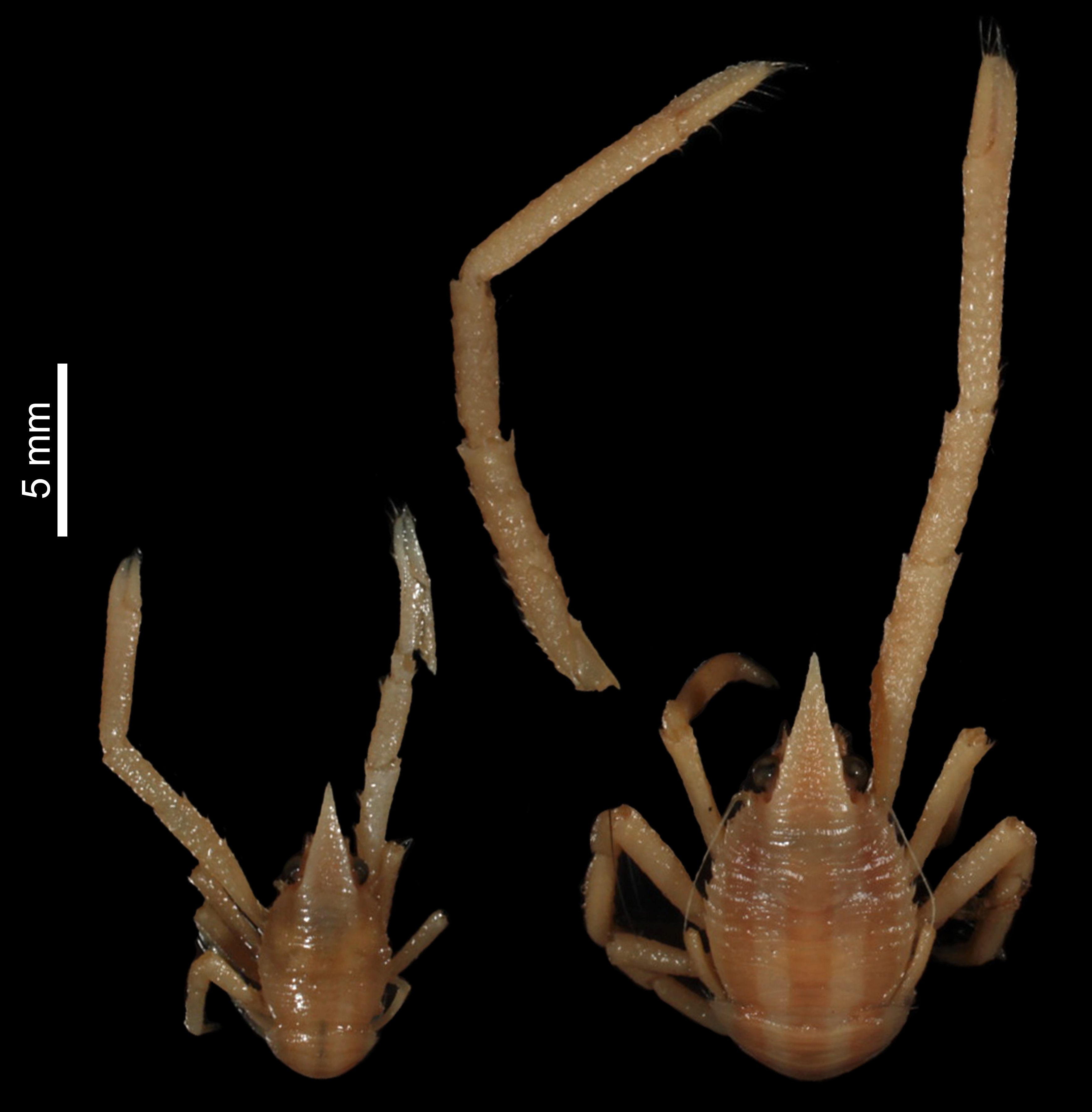
Allogalathea longimana.

## Publication originale
- (en) Keiji Baba, « Four new genera with their representatives and six new species of the Galatheidae in the collection of the Zoological Laboratory, Kyushu University, with redefinition of the genus Galathea », Ohmu. Occasional Papers of the Zoological Laboratory, Faculty of Agriculture, Kyushu University, Fukuoka, vol. 2, no 1,‎ 31 août 1969, p. 1-32 (lire en ligne, consulté le 23 juin 2021).